# Thylamys sponsorius
Thylamys sponsorius is een zoogdier uit de familie van de opossums (Didelphidae). De wetenschappelijke naam van de soort werd voor het eerst geldig gepubliceerd door Thomas in 1921.

## Voorkomen
De soort komt voor in het noorden van Argentinië en het zuiden van Bolivia.